# On the Third Day
On the Third Day är det tredje albumet av den engelska rockgruppen Electric Light Orchestra. Skivan släpptes i november 1973.

## Låtlista
Alla låtar komponerade av Jeff Lynne om inte annat anges.
Sida A:
1. "Ocean Breakup / King of the Universe" –  4:07
2. "Bluebird Is Dead" – 4:42
3. "Oh No Not Susan" – 3:07
4. "New World Rising / Ocean Breakup (reprise)" – 4:05

Sida B:
1. "Daybreaker" –  3:51
2. "Ma-Ma-Ma Belle" – 3:56
3. "Dreaming of 4000" – 5:04
4. "In the Hall of the Mountain King" (Edvard Grieg) –  6:37